# Benzinedampafzuiging
Benzinedampafzuiging (EVAP) is noodzakelijk om de benzinedampen in de tank van een voertuig op een veilige en verantwoorde manier af te voeren en te verwerken. 
Vóór 1980 werden deze dampen vaak de vrije natuur ingelaten door een overdrukventiel te monteren op de vuldop van de tank. Door de strenge EURO-normen is dit niet langer toegelaten.
Bij moderne benzinemotoren worden de benzinedampen uit de tank naar een actief koolstoffilter gebracht, daar kunnen de koolwaterstoffen tijdelijk opgeslagen worden. Als de motor op bedrijfstemperatuur is, wordt het actief koolstoffilter geopend en kunnen de koolwaterstoffen aangezogen worden in het inlaatspruitstuk. Op deze manier worden de benzinedampen op een ideaal moment in de verbranding gebracht en wordt er zo minder vervuild.